# Arroio Grande (Santa Maria)
Arroio Grande és un barri de la ciutat brasilera de Santa Maria, Rio Grande do Sul. El barri està situat al districte de Arroio Grande.

## Villas
El barri amb les següents villas: Arroio do Meio, Arroio Grande, Arroio Lobato, Cidade dos Meninos, Colônia Nova, Faxinal da Palma, Kipper, Linha Canudos, Noal, Nossa Senhora da Saúde, Rosalino Noal, São Marcos, São Valentin, Três Barras, Vila Arroio Grande, Vila Fighera, Vila Santa Brígida.

## Galeria de fotos

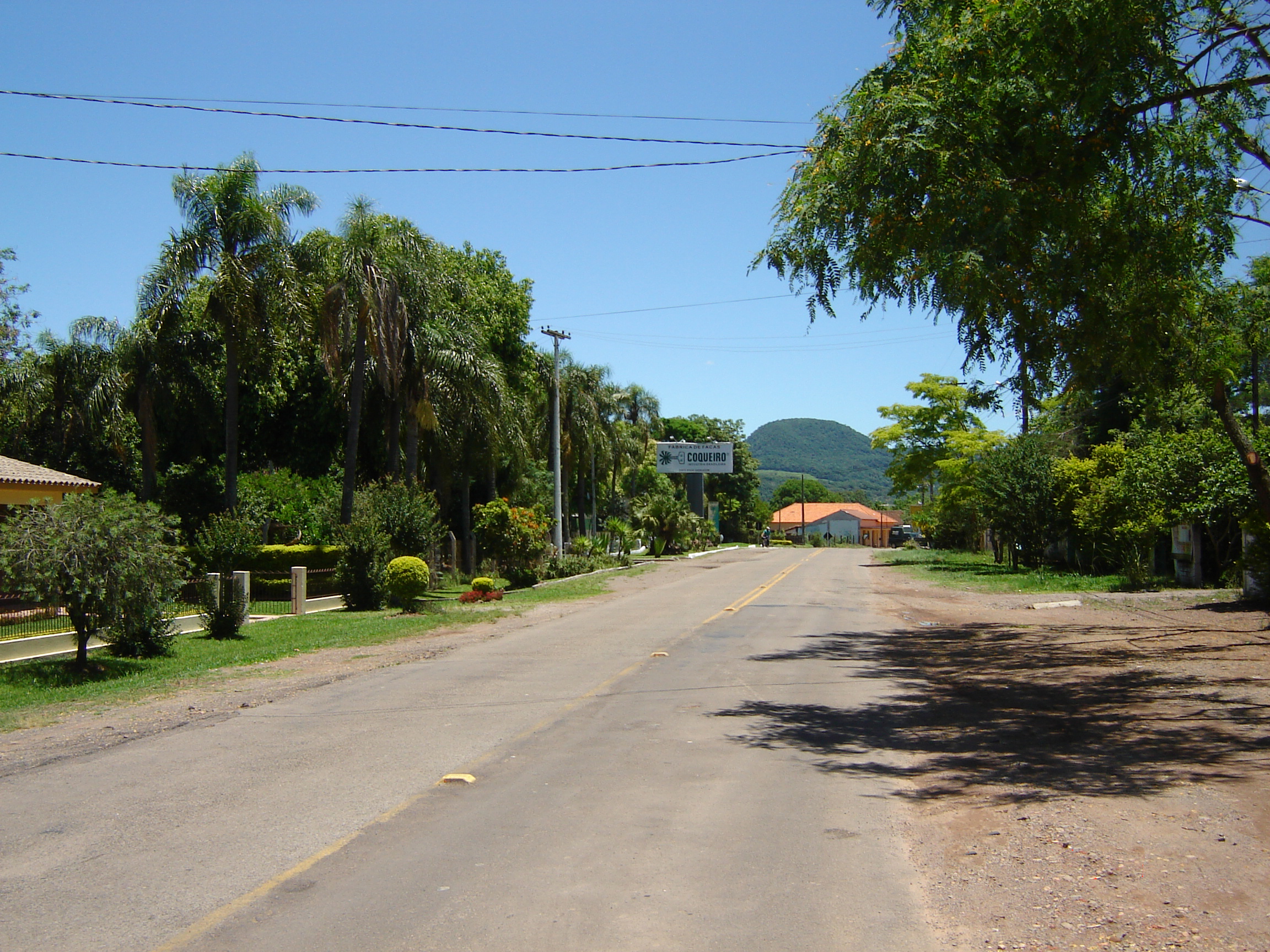
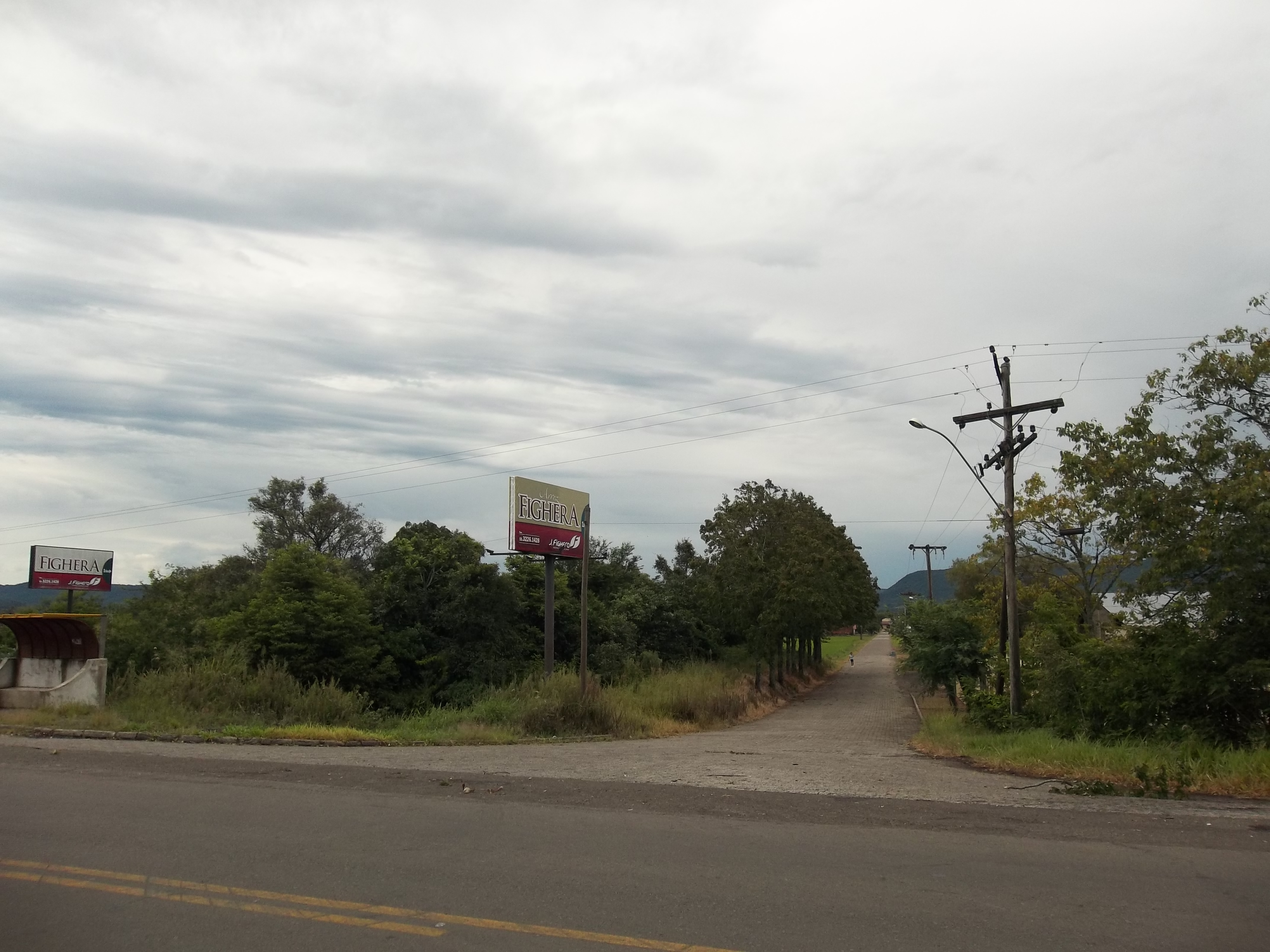
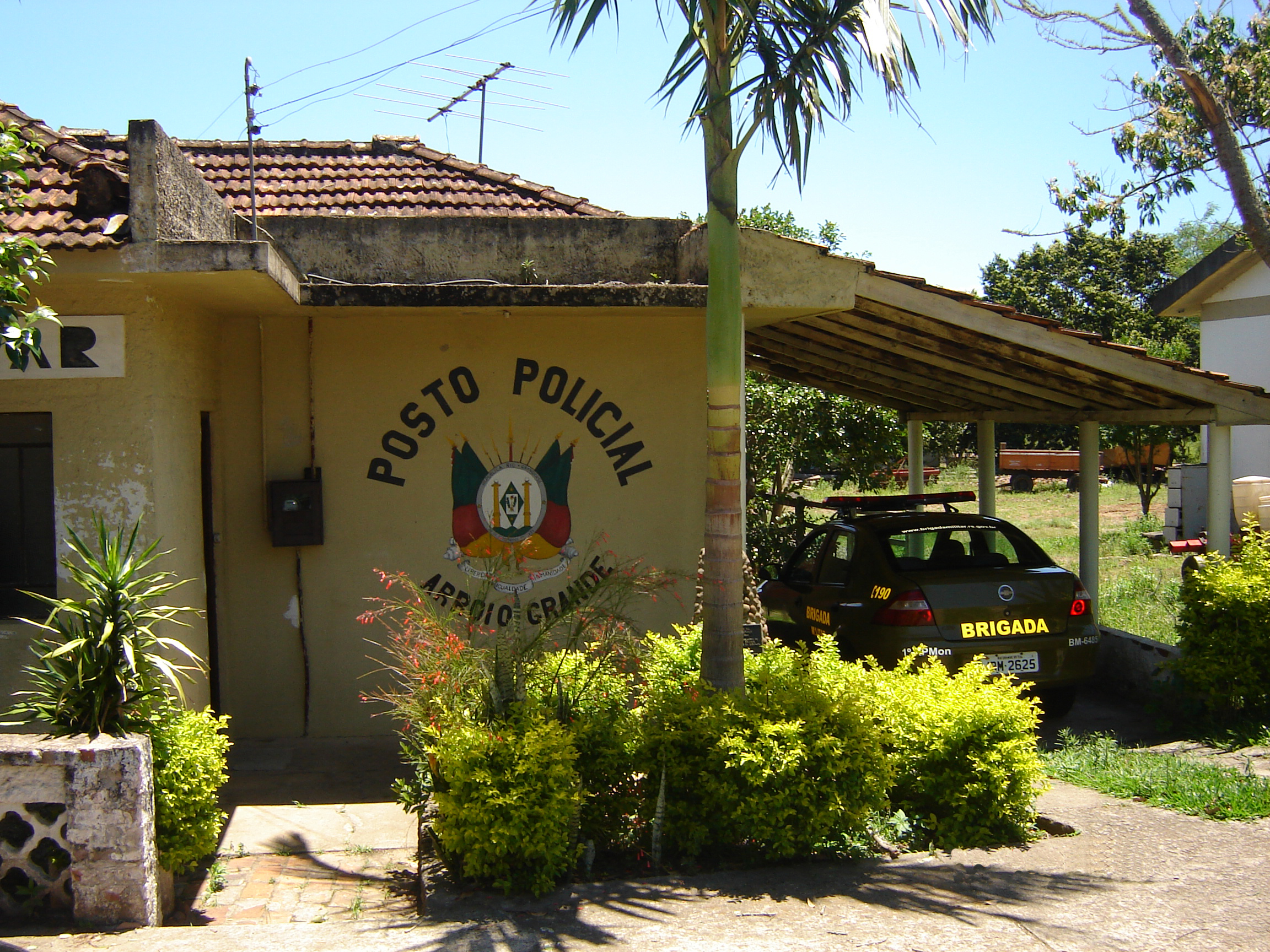
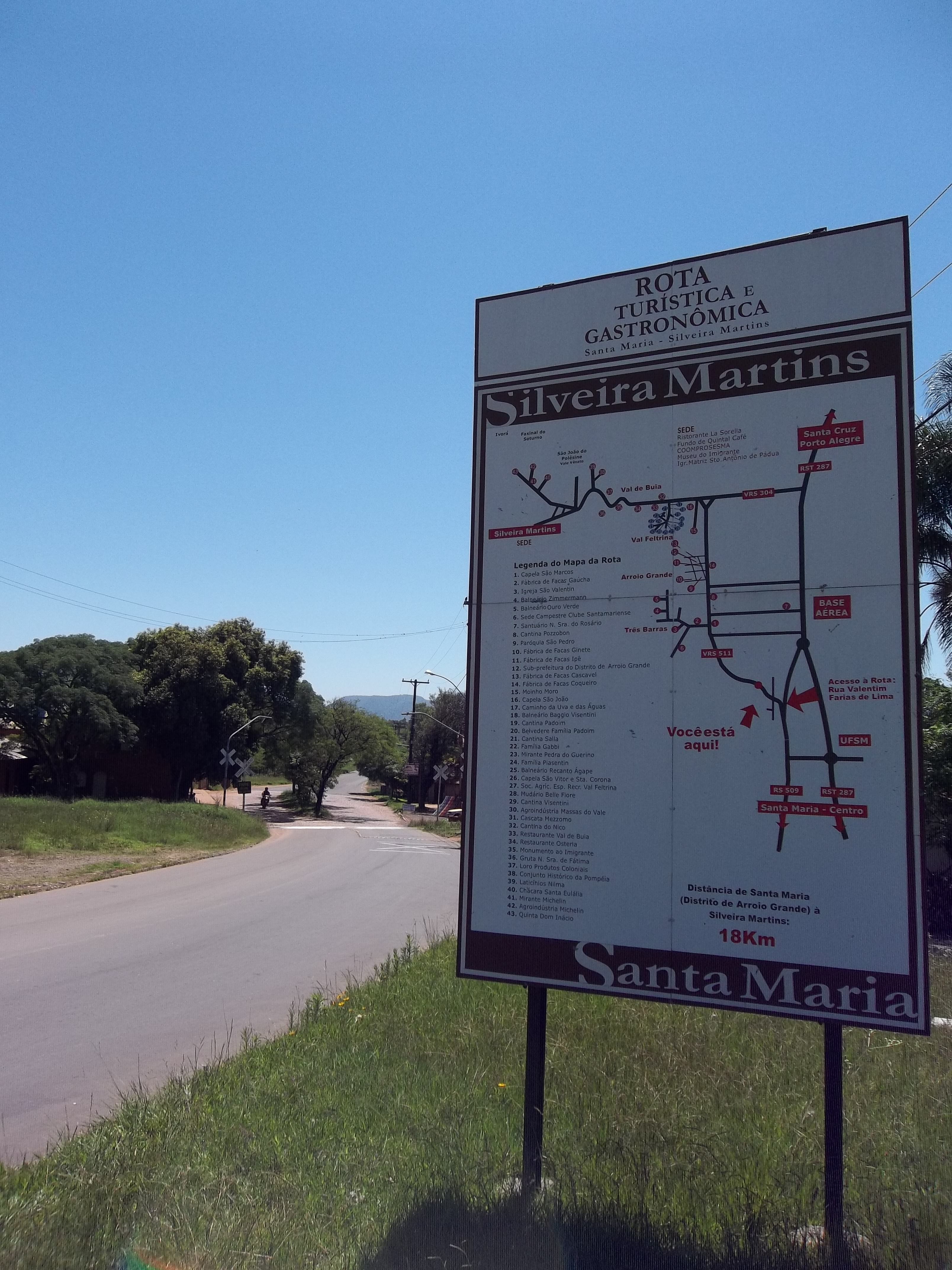

| Itaara | Itaara / Júlio de Castilhos | Silveira Martins |
| Itaara |                             | Palma            |
| Km 3   | Pé de Plátano / Camobi      | Pains            |